# Juichi Wakisaka

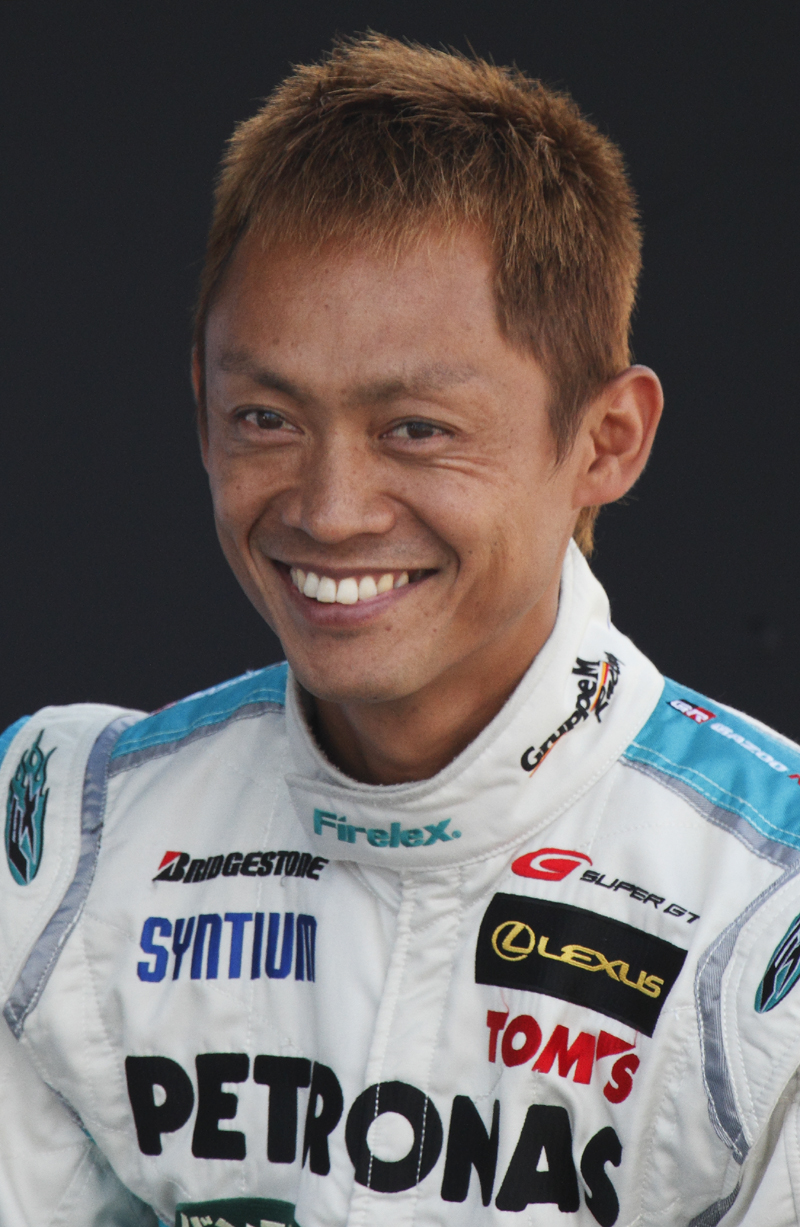
Juichi Wakisaka

Juichi Wakisaka (jap. 脇阪寿一, Wakisaka Juichi; * 29. Juli 1972 in der Präfektur Nara) ist ein ehemaliger japanischer Autorennfahrer und der ältere Bruder von Shigekazu Wakisaka.

## Karriere als Rennfahrer

### Monopostosport
Juichi Wakisaka begann seine Karriere im Kartsport und wurde 1993 Dritter der Asian-Pacific-Meisterschaft; 1995 wechselte er in den Monopostosport. Nach einem sechsten Rang 1995 (Meister Pedro de la Rosa) wurde er 1996 vor Kōji Yamanishi und Tom Coronel japanischer Formel-3-Meister.
Mit dem Beginn der Saison 1997 wechselte er in die Formel Nippon und beendete sein erstes Jahr in dieser Serie als Vierzehnter der Gesamtwertung. Im selben Jahr versuchte er in der Formel 1 Fuß zu fassen. Er erhielt einen Testfahrervertrag bei Jordan Grand Prix, wo Ralf Schumacher und Giancarlo Fisichella die Stammfahrer im Jordan 197 waren. Da Ricardo Zonta die komplette Testarbeit übernahm, kam Wakisaka zu keinen nennenswerten Fahrzeiten. Ein weiteres Engagement in der Formel 1 kam nicht zustande. Bis in die 2000er-Jahre fuhr er erfolgreich in der Formel Nippon. Dreimal beendete er die jeweilige Rennsaison als Gesamtdritter. 1998 im Lola T97/51 hinter Satoshi Motoyama und Masami Kageyama. 2002 im Reynard 01L hinter Ralph Firman und Motoyama und 2003 im Lola B3/51 hinter Motoyama und Benoît Tréluyer.

### GT- und Sportwagensport
Bereits während seiner ersten erfolgreichen Saison in der Formel Nippon 1998 begann die Super-GT-Karriere, die ihn in den folgenden Jahren zu einem der bestimmenden Fahrer dieser GT-Serie machte. Seinen ersten Renneinsatz hatte er als Partner von Katsutomo Kaneishi im Honda NSX beim 250-km-Rennen von Mine 1998. Das Duo beendete das Rennen an der 21. Stelle der Gesamtwertung. Der Gesamtsieg beim ersten Rennen der Saison 1999, dem 300-km-Rennen von Suzuka, war er erste Erfolg von insgesamt 14 Rennsiegen. Zu den Siegen in der Super GT kamen Erfolge bei Rennen ohne Meisterschaftsstatus, wie dem 1000-km-Rennen von Suzuka 2002 (mit Bruder Shigekazu und Akira Iida im Toyota Supra JZA80).
Juichi Wakisaka gewann dreimal die Gesamtwertung der Super GT, 2002 mit Akira Iida im Toyota Supra, 2006 mit Partner André Lotterer im Lexus SC430 und 2009, erneut mit André Lotterer als Partner im Lexus SC430. Seinen letzten Renneinsatz hatte er 2015 beim 250-km-Rennen von Motegi, das er mit Yūhi Sekiguchi im Lexus RC F als Gesamtzehnter beendete. Mit dem Ablauf der Saison 2015 trat er als Fahrer zurück und übernahm die Teamführung beim Rennstall Lexus Team LeMans Wako’s.